# Llista d'alcaldes de Vilanova i la Geltrú
A continuació es mostra una Llista d'alcaldes de Vilanova i la Geltrú. L'alcalde o batlle és la màxima autoritat política de l'Ajuntament de Vilanova i la Geltrú.

## Llistat
...
- 1936	Antoni Escofet i Pascual (ERC)
- 1936-1937	Jaume Pla
- 1937-1938	Joan Recasens i Farré
- 1938	Marià Callau i Martí
- 1938	Carles Figueres i Mestres
- 1939	Antoni Barrueco i Campo (ERC)
- 1939-1941	Santiago Díaz Moyano
- 1941-1943	Eduardo Pascual Fábregas
- 1943-1946	Manuel Navarro i Carreras
- 1946-1969	Antoni Ferrer i Pi
- 1969-1976	Miquel Benavent i Seguí
- 1976-1979	Josep Piqué i Tetas
- 1979	Josep Lleó i Ventura
- 1979-1991	Jaume Casanovas i Escussol (PSC)
- 1991-1992	Josep González i Rovira	(ICV)
- 1992-1993	Esteve Orriols i Sendra (CiU)
- 1993-1994	Josep González i Rovira	(ICV)
- 1994-1999	Esteve Orriols i Sendra (CiU)
- 1999-2005	Sixte Moral i Reixach (PSC)
- 2005-2011	Joan Ignasi Elena i Garcia (PSC)
- 2011-2015	Neus Lloveras i Massana (CiU)
- 2015-2023	Olga Arnau i Sanabra (ERC)
- 2023-en el càrrec	Juan Luis Ruiz López (PSC)

## Resultats des del 1979
Resultats electoralsː
| | CiU | PSC | PPa | CUP | ICVb | SOM VNG | ERC | UCDc | Cs | Altres | Total | Alcalde/ssa                                                                                             |
| --- | --- | --- | --- | --- | ---- | ------- | --- | ---- | -- | ------ | ----- | --- |
| |     |     |     |     |      |         |     |      |    |        |       | |
| 1979 | 3   | 9   | –   | –   | 5    | -       | 1   | 3    | -  | 0      | 21    | Jaume Casanovas i Escussol (PSC)                                                                        |
| 1983 | 4   | 14  | 1   | –   | 1    | -       | 1   | –    | -  | 0      | 21    | Jaume Casanovas i Escussol (PSC)                                                                        |
| 1987 | 6   | 10  | 0   | –   | 3    | -       | 0   | 2    | -  | 0      | 21    | Jaume Casanovas i Escussol (PSC)                                                                        |
| 1991 | 8   | 10  | 0   | –   | 3    | -       | 0   | 0    | -  | –      | 21    | Josep González i Rovira (ICV, 1991-1992, 1993-1994) Esteve Orriols i Sendra (CiU, 1992-1993, 1994-1995) |
| 1995 | 8   | 7   | 2   | –   | 3    | -       | 1   | –    | -  | –      | 21    | Esteve Orriols i Sendra (CiU)                                                                           |
| 1999 | 10  | 9   | 2   | –   | 2    | -       | 2   | –    | -  | 0      | 25    | Sixte Moral i Reixach (PSC)                                                                             |
| 2003 | 9   | 10  | 2   | –   | 2    | -       | 2   | –    | -  | 0      | 25    | Sixte Moral i Reixach (PSC, 2003-2005) Joan Ignasi Elena i Garcia (PSC, 2005-2007)                      |
| 2007 | 9   | 10  | 2   | 1   | 2    | -       | 1   | –    | -  | 0      | 25    | Joan Ignasi Elena i Garcia (PSC)                                                                        |
| 2011 | 9   | 8   | 3   | 3   | 2    | -       | 0   | –    | -  | 0      | 25    | Neus Lloveras Massana (CiU)                                                                             |
| 2015 | 6   | 5   | 1   | 5   | 0    | 2       | 4   | –    | -  | 4      | 25    | Neus Lloveras Massana (CiU)                                                                             |
| 2019 | 3   | 7   | 0   | 3   | 0    | 2       | 7   | -    | 3  | 0      | 25    | Olga Arnau i Sanabra (ERC)                                                                              |
| 2023 | 2   | 11  | 2   | 2   | 2    | 3       | 3   | -    | 0  | 0      | 25    | Juan Luis Ruiz López (PSC)                                                                              |
| Sources: Municat |     |     |     |     |      |         |     |      |    |        |       | |
| a Els regidors de les eleccions del 1979 i del 1982 són d'Alianza Popular. b Els regidors de les eleccions del 1979 i del 1982 són del PSUC. Els del 1995 són de la llista d'Iniciativa per Vilanova i la Geltrú i el 1999 ICV es presenta sense EUiA, amb els Verds. c Els regidors de les eleccions del 1987 i del 1991 són del CDS. |     |     |     |     |      |         |     |      |    |        |       | |